# Inglewood (Nebraska)
Inglewood é uma vila localizada no estado americano de Nebraska, no Condado de Dodge.

## Demografia
Segundo o censo americano de 2000, a sua população era de 382 habitantes.
Em 2006, foi estimada uma população de 392, um aumento de 10 (2.6%).

## Geografia
De acordo com o United States Census Bureau, a localidade tem uma área de 0,6 km², sem área coberta por água.

## Localidades na vizinhança
O diagrama seguinte representa as localidades num raio de 16 km ao redor de Inglewood.